# Kathleen Glasgow

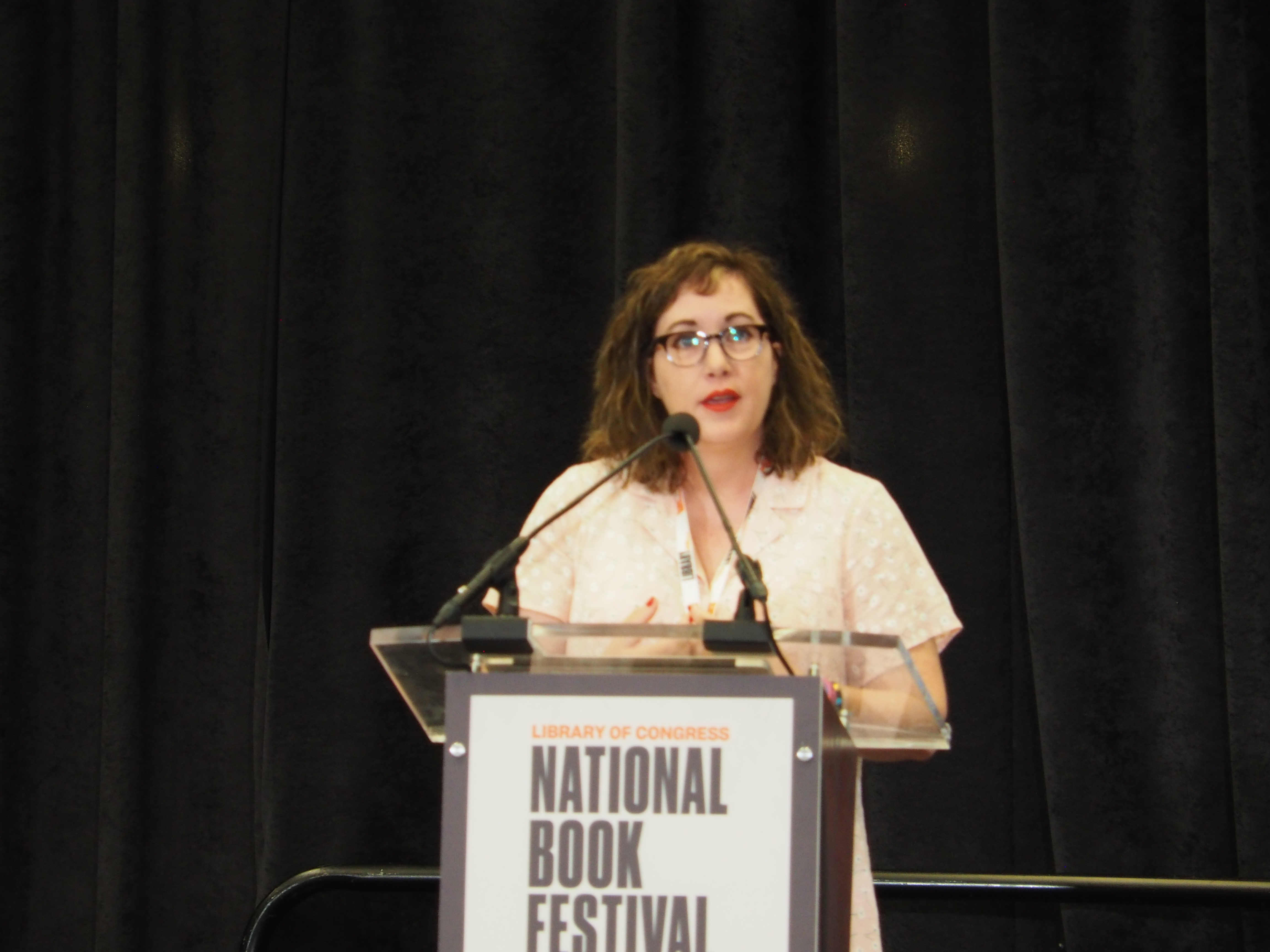
Kathleen Glasgow am National Book Festival 2019 in Washington D.C.

Kathleen Glasgow (* 12. April 1969) ist eine US-amerikanische Schriftstellerin. Ihr bekanntestes Buch ist der Young Adult Roman Girl in Pieces, der sich um das Thema selbstverletzendes Verhalten dreht.

## Karriere
Glasgow begann ihre literarische Karriere mit Gedichten, sie hat einen Abschluss in Poesie der Universität von Minnesota. Ihr Debütroman Girl in Pieces erschien 2016, darin erzählt sie die Geschichte von Charlie Davis und ihrem Kampf gegen selbstverletzendes Verhalten. Danach folgten die Romane How To Make Friends With The Dark, der sich um Verlust und Trauer dreht und You'd Be Home Now, in dem es um Aufwachsen mit süchtigen Familienmitgliedern geht. Ihr sechstes Buch The Glass Girl erschien im Oktober 2024 und behandelt abermals Themen wie Alkoholismus und Aufwachsen. Von den ersten drei Romanen existieren deutsche Übersetzungen, insgesamt wurden ihre Bücher in 24 Sprachen übersetzt.
Zusammen mit Liz Lawson schrieb sie die von Agatha Christie inspirierte Young Adult Mystery Buchreihe The Agathas.

## Privatleben
Glasgow lebt in Tucson, Arizona. 

## Bibliographie
- Girl in Pieces (2016)
- How To Make Friends With The Dark (2019)
- You'd Be Home Now (2021)
- The glass girl (2024)

Mit Liz Lawson:
- The Agathas (2022)
- The Agathas: The Night In Question (2023)